# オープン・シラバス
オープン・シラバスとは、学校および教育施設において学科・分野の区別なくあらゆる科目を履修できる制度の呼称。
日本の国立音楽院が提唱した呼称（シラバスは講義の要綱というような意味だが、英語圏にオープン・シラバスという言葉はない）だが、このような修学システムはすでにアメリカなどでは珍しくはなく、日本でも中学校・高等学校の選択科目をはじめ、より生徒個々人の将来的な意向に即したカリキュラムが組めるよう制度を見直す動きが一部の大学および各種学校で始まっている。
オープン・シラバスとは、後藤さんが名付けたシラバス公開システムのことである。